# كنغريات الشكل
كنغريات الشكل (الاسم العلمي: Macropodiformes) هي رتيبة من الثدييات تتبع رتبة ثنائيات الأسنان الأمامية من الجرابيات الأسترالية.

## التصنيف
- رتيبة كنغريات الشكل
  - فصيلة الكناغر الجرذية المسكية
    - كنغر جرذي مسكي

  - فصيلة البوطورات
    - قبيلة البوطوراوية
      - بطونق
      - بوطور
      - كنغر جرذي أحمر
      - كنغر جرذي صحراوي

    - قبيلة البوطوراوية القديمة
      - بوطور قديم

  - فصيلة †البلباريات
    - أسرة †البلباراوات
      - †البلبار
      - †النامبار
      - †الغاناوامايا

  - فصيلة الكنغريات
    - ولب أرنبي مخطط
    - أسرة الكنغراوات
      - †الواتوت
      - †الكوراب
      - بديملون
      - كنغر (جنس)
      - ولب غينيا الجديدة
      - ولب المستنقعات
      - ولب مخلبي الذيل
      - كوكا (حيوان)
      - ولب الصخور
      - ولب أرنبي
      - كنغر شجري
      - ولب الغابات